# Heptathlon aux championnats du monde d'athlétisme 1991
Navigation
Rome 1987 Stuttgart 1993
Le concours de l'heptathlon des championnats du monde d'athlétisme 1991 s'est déroulé les 26 et 27 août 1991 dans le Stade olympique national de Tokyo, au Japon. Il est remporté par l'Allemande Sabine Braun.

## Résultats
| Rang               | Athlète               | Pays             | Performance | Notes |
| ------------------ | --------------------- | ---------------- | ----------- | ----- |
| Médaille d'or      | Sabine Braun          | Allemagne        | 6 672 pts   |       |
| Médaille d'argent  | Liliana Năstase       | Roumanie         | 6 493 pts   |       |
| Médaille de bronze | Irina Belova          | Union soviétique | 6 448 pts   |       |
| 4                  | Satu Ruotsalainen     | Finlande         | 6 404 pts   |       |
| 5                  | Yasmina Azzizi-Kettab | Algérie          | 6 392 pts   | AR    |
| 6                  | Urszula Włodarczyk    | Pologne          | 6 391 pts   |       |
| 7                  | Peggy Beer            | Allemagne        | 6 380 pts   |       |
| 8                  | Tatyana Zhuravlyova   | Union soviétique | 6 370 pts   |       |
| 9                  | Maria Kamrowska       | Pologne          | 6 237 pts   |       |
| 10                 | Cindy Greiner         | États-Unis       | 6 216 pts   |       |
| 11                 | Rita Ináncsi          | Hongrie          | 6 198 pts   |       |
| 12                 | Zhu Yuqing            | Chine            | 6 124 pts   |       |
| 13                 | Tina Rättyä           | Finlande         | 6 086 pts   |       |
| 14                 | Ragne Kytölä          | Finlande         | 6 062 pts   |       |
| 15                 | Ifeoma Ozoeze         | Italie           | 6 056 pts   |       |
| 16                 | Clova Court           | Royaume-Uni      | 6 022 pts   |       |
| 17                 | Odile Lesage          | France           | 6 002 pts   |       |
| 18                 | Joanne Henry          | Nouvelle-Zélande | 5 999 pts   |       |
| 19                 | Sharon Jaklofsky      | Australie        | 5 992 pts   |       |
| 20                 | Kym Carter            | États-Unis       | 5 909 pts   |       |
| 21                 | Ingrid Didden         | Belgique         | 5 855 pts   |       |
| 22                 | Petra Văideanu        | Roumanie         | 5 744 pts   |       |
| 23                 | Ana María Comaschi    | Argentine        | 5 617 pts   |       |
| 24                 | Ghada Shouaa          | Syrie            | 5 066 pts   |       |
| —                  | Yu Long Nyu           | Singapour        | DNF         |       |
| —                  | Fu Xiuhong            | Chine            | DNF         |       |
| —                  | Heike Tischler        | Allemagne        | DNF         |       |
| —                  | Jackie Joyner-Kersee  | États-Unis       | DNF         |       |

## Légende
Records et Performances
- AR : Record continental (area record)
- CR : Record des championnats (championship record)
- MR : Record du meeting (meet record)
- NR : Record national (national record)
- OR : Record olympique (olympic record)
- PR : Record paralympique (paralympic record)
- PB : Record personnel (personal best)
- SB : Meilleure performance personnelle de la saison (season's best)
- WL : Meilleure performance mondiale de l'année (world leader)
- WJR : Record du monde junior (world junior record)
- WR : Record du monde (world record)

Circonstances et Conditions
- DNF : N'a pas terminé (did not finish)
- DNS : N'a pas pris le départ (did not start)
- DQ : Disqualification (disqualification)
- NM : Aucun essai valable enregistré (No Mark)
- Q : Qualifié « directement » au prochain tour (ou à la prochaine compétition), lors d'une compétition majeure, grâce au classement ou à la réalisation des minima (automatic qualifier)
- q : Qualifié au prochain tour (ou à la prochaine compétition), lors d'une compétition majeure, grâce au repêchage ou à la réalisation de l'une des meilleures performances parmi celles des « non qualifiés directement » (grâce au meilleur temps ou à la meilleure distance par exemple) (secondary qualifier)